# Ásóvipera-félék
Az ásóvipera-félék (Atractaspididae) a hüllők (Reptilia) osztályába a  pikkelyes hüllők (Squamata) rendjébe és a kígyók (Serpentes) alrendjébe tartozó család.

12 nem és 64 faj tartozik a családba.

## Rendszerezés
A családba az alábbi nemek és fajok tartoznak
- Amblyodipsas (Peters, 1857) –  9 faj
  - Amblyodipsas concolor
  - Amblyodipsas dimidiata
  - Amblyodipsas katangensis
  - Amblyodipsas microphthalma
  - Amblyodipsas polylepis
  - Amblyodipsas rodhaini
  - Amblyodipsas teitana
  - Amblyodipsas unicolor
  - Amblyodipsas ventrimaculata

- Aparallactus (A. Smith, 1849) –  11 faj
  - fokföldi ásóvipera (Aparallactus capensis)
  - Aparallactus guentheri
  - Aparallactus jacksonii
  - Aparallactus lineatus
  - Aparallactus lunulatus
  - Aparallactus modestus
  - Aparallactus moeruensis
  - Aparallactus niger
  - Aparallactus nigriceps
  - Aparallactus turneri
  - Aparallactus werneri

- Atractaspis (A. Smith, 1849) –  15 faj
  - Atractaspis aterrima
  - Atractaspis battersbyi
  - Bibron-ásóvipera (Atractaspis bibronii)
  - Atractaspis boulengeri
  - Atractaspis coalescens
  - Atractaspis congica
  - Atractaspis corpulenta
  - Atractaspis dahomeyensis
  - Atractaspis duerdeni
  - Atractaspis engdahli
  - Atractaspis irregularis
  - Atractaspis leucomelas
  - Atractaspis microlepidota
  - Atractaspis reticulata
  - Atractaspis scorteccii

- Brachyophis (Mocquard, 1888) –  1 faj
  - Brachyophis revoili

- Chilorhinophis (Werner, 1907) –  3 faj
  - Chilorhinophis butleri
  - Chilorhinophis carpenteri
  - Chilorhinophis gerardi

- Elapotinus (Jan, 1862) –  1 faj
  - Elapotinus picteti

- Hypoptophis (Boulenger, 1896) –  1 faj
  - Hypoptophis wilsoni

- Macrelaps (Boulenger, 1896) –  1 faj
  - Macrelaps microlepidotus

- Micrelaps (Boettger, 1880) –  3 faj
  - Micrelaps bicoloratus
  - Micrelaps muelleri
  - Micrelaps vaillanti

- Poecilopholis (Boulenger, 1903) –  1 faj
  - Poecilopholis cameronensis

- Polemon (Jan, 1858) –  13 faj
  - Polemon acanthias
  - Polemon barthii
  - Polemon bocourti
  - Polemon christyi
  - Polemon collaris
  - Polemon fulvicollis
  - Polemon gabonensis
  - Polemon gracilis
  - Polemon griseiceps
  - Polemon leopoldi
  - Polemon newiedi
  - Polemon notatus
  - Polemon robustus

- Xenocalamus (Günther, 1868) –  5 faj
  - Xenocalamus bicolor
  - Xenocalamus mechowii
  - Xenocalamus michelli
  - Xenocalamus sabiensis
  - Xenocalamus transvaalensis